# Muradnagar (Uttar Pradesh)
Muradnagar es  una ciudad y municipio situada en el distrito de Ghaziabad en el estado de Uttar Pradesh (India). Su población es de 95208 habitantes (2011). Se encuentra a 45 km al noreste de Nueva Delhi.

## Demografía
Según el censo de 2011 la población de Muradnagar era de 95208 habitantes, de los cuales 50271 eran hombres y 44937 eran mujeres. Muradnagar tiene una tasa media de alfabetización del 73,63%, superior a la media estatal del 67,68%: la alfabetización masculina es del 81,22%, y la alfabetización femenina del 65,19%.